# Wereldkampioenschappen schansspringen 2023
De wereldkampioenschappen schansspringen 2023 werden van 22 februari tot en met 4 maart 2023 gehouden in Planica. 

## Wedstrijdschema
| Datum       | Tijd          | Mannen                | Vrouwen               |
| ----------- | ------------- | --------------------- | --------------------- |
| 22 februari | 16:30         |                       | HS102 (Q)             |
| 23 februari | 17:00         |                       | HS102 individueel     |
| 24 februari | 17:45         | HS102 (Q)             |                       |
| 25 februari | 17:30 / 12:15 | HS102 individueel     | HS102 landenwedstrijd |
| 26 februari | 17:30         | HS102 landenwedstrijd | HS102 landenwedstrijd |
| 28 februari | 18:30         |                       | HS138 (Q)             |
| 1 maart     | 17:30         |                       | HS138 individueel     |
| 2 maart     | 17:30         | HS138 (Q)             |                       |
| 3 maart     | 17:30         | HS138 individueel     |                       |
| 4 maart     | 16:30         | HS138 landenwedstrijd |                       |

De letters NH en LH staan respectievelijk voor Normal Hill (normale schans) en Large Hill (grote schans). De letters HS staan voor Hillsize waarbij HS102 en HS138 staat voor de afstand in meters van punt van afsprong (de schans) tot het 32-gradenpunt op de landingshelling. Dit punt ligt op elke schans weer anders.

## Uitslagen

### Mannen

#### Individueel
| HS100  | HS100             | HS100 | HS100             | HS100  |
| #      | Naam              | Land  | Sprongen          | Punten |
| ------ | ----------------- | ----- | ----------------- | ------ |
| Goud   | Piotr Żyła        | POL   | 097,5 m – 105,0 m | 261,8  |
| Zilver | Andreas Wellinger | GER   | 101,0 m – 102,0 m | 259,3  |
| Brons  | Karl Geiger       | GER   | 100,0 m – 101,5 m | 257,7  |
| 4      | Stefan Kraft      | AUT   | 102,5 m – 099,0 m | 257,3  |
| 5      | Dawid Kubacki     | POL   | 097,0 m – 102,0 m | 256,9  |
| 6      | Kamil Stoch       | POL   | 099,0 m – 102,0 m | 256,3  |
| 7      | Constantin Schmid | GER   | 097,5 m – 101,0 m | 253,8  |
| 8      | Jan Hörl          | AUT   | 096,0 m – 101,0 m | 253,3  |
| 9      | Anže Lanišek      | SLO   | 099,5 m – 100,0 m | 251,9  |
| 10     | Timi Zajc         | SLO   | 099,0 m – 101,0 m | 251,7  |

| HS138  | HS138                 | HS138 | HS138             | HS138  |
| #      | Naam                  | Land  | Sprongen          | Punten |
| ------ | --------------------- | ----- | ----------------- | ------ |
| Goud   | Timi Zajc             | SLO   | 137,5 m – 137,0 m | 287,5  |
| Zilver | Ryoyu Kobayashi       | JPN   | 135,0 m – 129,5 m | 276,8  |
| Brons  | Dawid Kubacki         | POL   | 129,0 m – 135,0 m | 276,2  |
| 4      | Kamil Stoch           | POL   | 131,5 m – 134,5 m | 272,1  |
| 5      | Markus Eisenbichler   | GER   | 131,0 m – 136,0 m | 271,4  |
| 6      | Stefan Kraft          | AUT   | 125,5 m – 136,0 m | 270,9  |
| 7      | Halvor Egner Granerud | NOR   | 131,0 m – 130,0 m | 269,2  |
| 8      | Karl Geiger           | GER   | 137,5 m – 133,5 m | 268,9  |
| 9      | Piotr Żyła            | POL   | 128,5 m – 133,5 m | 266,0  |
| 10     | Johann André Forfang  | NOR   | 131,5 m – 133,5 m | 263,3  |

#### Team
| HS138  | HS138                                                                               | HS138 | HS138                                                                   | HS138  |
| #      | Naam                                                                                | Land  | Sprongen                                                                | Punten |
| ------ | ----------------------------------------------------------------------------------- | ----- | ----------------------------------------------------------------------- | ------ |
| Goud   | Lovro Kos Žiga Jelar Timi Zajc Anže Lanišek                                         | SLO   | 135,0 m – 131,0 m 133,5 m – 138,0 m 132,0 m – 136,0 m 138,0 m – 135,5 m | 1178,9 |
| Zilver | Johann André Forfang Kristoffer Eriksen Sundal Marius Lindvik Halvor Egner Granerud | NOR   | 137,0 m – 139,5 m 133,5 m – 133,5 m 125,5 m – 131,5 m 136,5 m – 135,5 m | 1166,0 |
| Brons  | Daniel Tschofenig Michael Hayböck Jan Hörl Stefan Kraft                             | AUT   | 136,0 m – 135,5 m 134,0 m – 136,0 m 126,5 m – 129,5 m 135,0 m – 127,0 m | 1139,4 |
| 4      | Kamil Stoch Piotr Żyła Aleksander Zniszczoł Dawid Kubacki                           | POL   | 136,0 m – 135,0 m 131,5 m – 133,0 m 122,0 m – 131,5 m 137,0 m – 128,5 m | 1129,1 |
| 5      | Constantin Schmid Markus Eisenbichler Andreas Wellinger Karl Geiger                 | GER   | 137,0 m – 130,5 m 133,0 m – 129,5 m 126,5 m – 131,0 m 136,0 m – 135,5 m | 1127,7 |
| 6      | Gregor Deschwanden Killian Peier Remo Imhof Simon Ammann                            | SUI   | 128,5 m – 129,5 m 122,0 m – 118,0 m 123,0 m – 121,5 m 129,5 m – 127,5 m | 1012,2 |
| 7      | Naoki Nakamura Junshiro Kobayashi Ren Nikaido Ryoyu Kobayashi                       | JPN   | 124,0 m – 122,5 m 123,0 m – 117,0 m 118,0 m – 124,0 m 133,0 m – 136,0 m | 1011,0 |
| 8      | Decker Dean Casey Larson Andrew Urlaub Erik Belshaw                                 | USA   | 117,0 m – 120,0 m 124,5 m – 122,0 m 125,5 m – 118,0 m 126,5 m – 129,0 m | 975,4  |

### Vrouwen

#### Individueel
| HS102  | HS102                | HS102 | HS102             | HS102  |
| #      | Naam                 | Land  | Sprongen          | Punten |
| ------ | -------------------- | ----- | ----------------- | ------ |
| Goud   | Katharina Althaus    | GER   | 098,5 m – 097,0 m | 249,1  |
| Zilver | Eva Pinkelnig        | AUT   | 096,5 m – 100,0 m | 246,9  |
| Brons  | Anna Odine Strøm     | NOR   | 100,0 m – 095,0 m | 246,0  |
| 4      | Selina Freitag       | GER   | 097,0 m – 098,0 m | 240,6  |
| 5      | Thea Minyan Bjørseth | NOR   | 095,0 m – 097,5 m | 239,3  |
| 6      | Yuki Ito             | JPN   | 092,5 m – 094,5 m | 229,3  |
| 7      | Maren Lundby         | NOR   | 094,5 m – 094,0 m | 227,4  |
| 8      | Nozomi Maruyama      | JPN   | 094,0 m – 097,0 m | 227,0  |
| 9      | Anna Rupprecht       | GER   | 095,0 m – 096,0 m | 226,4  |
| 10     | Abigail Strate       | CAN   | 093,0 m – 093,0 m | 224,2  |

| HS138  | HS138                | HS138 | HS138             | HS138  |
| #      | Naam                 | Land  | Sprongen          | Punten |
| ------ | -------------------- | ----- | ----------------- | ------ |
| Goud   | Alexandria Loutitt   | CAN   | 134,5 m – 136,5 m | 264,9  |
| Zilver | Maren Lundby         | NOR   | 139,5 m – 133,0 m | 254,0  |
| Brons  | Katharina Althaus    | GER   | 120,5 m – 128,0 m | 245,9  |
| 4      | Nozomi Maruyama      | JPN   | 129,0 m – 125,5 m | 242,9  |
| 5      | Anna Odine Strøm     | NOR   | 121,0 m – 122,5 m | 240,9  |
| 6      | Eva Pinkelnig        | AUT   | 121,0 m – 123,0 m | 237,9  |
| 7      | Ema Klinec           | SLO   | 117,0 m – 131,5 m | 236,5  |
| 8      | Thea Minyan Bjørseth | NOR   | 124,0 m – 126,0 m | 230,7  |
| 9      | Chiara Kreuzer       | NOR   | 122,5 m – 126,0 m | 228,7  |
| 10     | Nika Križnar         | SLO   | 118,0 m – 128,5 m | 227,8  |

#### Team
| HS102  | HS102                                                                    | HS102 | HS102                                                           | HS102  |
| #      | Naam                                                                     | Land  | Sprongen                                                        | Punten |
| ------ | ------------------------------------------------------------------------ | ----- | --------------------------------------------------------------- | ------ |
| Goud   | Anna Rupprecht Luisa Görlich Selina Freitag Katharina Althaus            | GER   | 92,5 m – 99,0 m 87,5 m – 92,5 m 91,0 m – 97,0 m 97,0 m – 94,5 m | 843,8  |
| Zilver | Chiara Kreuzer Julia Mühlbacher Jacqueline Seifriedsberger Eva Pinkelnig | AUT   | 89,5 m – 95,0 m 93,0 m – 96,5 m 84,0 m – 89,5 m 97,0 m – 98,0 m | 831,1  |
| Brons  | Maren Lundby Eirin Maria Kvandal Thea Minyan Bjørseth Anna Odine Strøm   | NOR   | 89,0 m – 95,0 m 91,5 m – 91,5 m 91,0 m – 93,5 m 99,0 m – 95,0 m | 828,6  |
| 4      | Maja Vtič Ema Klinec Nika Prevc Nika Križnar                             | SLO   | 88,0 m – 94,0 m 92,5 m – 94,0 m 88,5 m – 92,0 m 98,0 m – 96,0 m | 819,1  |
| 5      | Nozomi Maruyama Yuka Seto Ringo Miyajima Yuki Ito                        | JPN   | 92,5 m – 98,0 m 89,5 m – 89,0 m 89,5 m – 93,0 m 95,5 m – 96,5 m | 804,2  |
| 6      | Natalie Eilers Abigail Strate Nicole Maurer Alexandria Loutitt           | CAN   | 79,5 m – 88,0 m 87,5 m – 92,0 m 78,5 m – 81,0 m 97,5 m – 97,5 m | 705,2  |
| 7      | Lilou Zepchi Julia Clair Emma Chervet Joséphine Pagnier                  | FRA   | 69,0 m – 82,5 m 89,5 m – 91,0 m 77,5 m – 80,5 m 91,5 m – 88,5 m | 671,6  |
| 8      | Wang Liangyao Li Xueyao Peng Qingyue Liu Qi                              | CHN   | 82,0 m – 83,5 m 84,0 m – 87,5 m 76,0 m – 86,0 m 87,5 m – 78,5 m | 631,6  |

### Gemengd team
| HS102  | HS102                                                                            | HS102 | HS102                                                                   | HS102  |
| #      | Naam                                                                             | Land  | Sprongen                                                                | Punten |
| ------ | -------------------------------------------------------------------------------- | ----- | ----------------------------------------------------------------------- | ------ |
| Goud   | Selina Freitag Karl Geiger Katharina Althaus Andreas Wellinger                   | GER   | 099,0 m – 095,0 m 092,5 m – 098,0 m 094,5 m – 102,0 m 100,0 m – 098,0 m | 1017,2 |
| Zilver | Anna Odine Strøm Johann André Forfang Thea Minyan Bjørseth Halvor Egner Granerud | NOR   | 097,0 m – 091,0 m 092,5 m – 098,0 m 090,5 m – 099,5 m 099,0 m – 097,5 m | 1004,5 |
| Brons  | Nika Križnar Timi Zajc Ema Klinec Anže Lanišek                                   | SLO   | 101,0 m – 101,0 m 096,5 m – 103,0 m 088,0 m – 091,0 m 100,0 m – 098,0 m | 1000,4 |
| 4      | Chiara Kreuzer Jan Hörl Eva Pinkelnig Stefan Kraft                               | AUT   | 093,5 m – 097,5 m 089,5 m – 095,0 m 098,0 m – 102,0 m 095,0 m – 098,5 m | 987,5  |
| 5      | Nozomi Maruyama Naoki Nakamura Yuki Ito Ryoyu Kobayashi                          | JPN   | 098,5 m – 099,0 m 091,5 m – 089,5 m 092,5 m – 093,0 m 094,0 m – 095,0 m | 944,9  |
| 6      | Jenny Rautionaho Antti Aalto Julia Kykkänen Niko Kytösaho                        | FIN   | 087,5 m – 092,0 m 090,0 m – 092,5 m 087,5 m – 091,0 m 091,0 m – 095,0 m | 885,5  |
| 7      | Emely Torazza Simon Ammann Sina Arnet Gregor Deschwanden                         | SUI   | 077,5 m – 090,0 m 095,0 m – 094,0 m 084,0 m – 088,5 m 097,0 m – 096,5 m | 879,2  |
| 8      | Kinga Rajda Kamil Stoch Nicole Konderla Piotr Żyła                               | POL   | 075,0 m – 079,5 m 097,5 m – 092,0 m 083,0 m – 083,0 m 101,0 m – 099,5 m | 846,0  |

### Medailleklassement
| Plaats | Land       | Goud | Zilver | Brons | Totaal |
| 1      | Duitsland  | 3    | 1      | 2     | 6      |
| 2      | Slovenië   | 2    | 0      | 1     | 3      |
| 3      | Polen      | 1    | 0      | 1     | 2      |
| 4      | Canada     | 1    | 0      | 0     | 1      |
| 5      | Noorwegen  | 0    | 3      | 2     | 5      |
| 6      | Oostenrijk | 0    | 2      | 1     | 3      |
| 7      | Japan      | 0    | 1      | 0     | 1      |
| Totaal | Totaal     | 7    | 7      | 7     | 21     |